# Sportpressen
Sportpressen är en finlandsvensk sporttidning som i sin nuvarande form grundades 2009 och ges ut av Förlags Ab Lindan. Tidningen utkommer fyra gånger i året som gratistidning med en upplaga på 40 000 (2015). Sportpressen utges både i pappersform och på internet. Åren 1945 till 1996 var Sportpressen medlemstidning för Finlands Svenska Idrott (FSI). FSI är nära samarbetspartner med den nystartade Sportpressen, bland annat genom att bidra med två sidor redaktionellt material till varje nummer.